# Episodi de La tata (quinta stagione)
La quinta stagione della serie televisiva La tata è andata in onda negli Stati Uniti d'America tra il 1997 e il 1998. 
| nº | Titolo originale                | Titolo italiano                              | Prima TV USA     | Prima TV Italia |
| -- | ------------------------------- | -------------------------------------------- | ---------------- | --------------- |
| 1  | The Morning After               | Amore clandestino sul lettino                | 1º ottobre 1997  |                 |
| 2  | The First Date                  | Elton John tra tata e "Padron"               | 8 ottobre 1997   |                 |
| 3  | The Bobbie Fleckman Story       | La tata e l'antitata                         | 15 ottobre 1997  |                 |
| 4  | Fransom                         | Yetta, marito e cane rapito                  | 22 ottobre 1997  |                 |
| 5  | The X-Niles                     | Due femmine per Niles                        | 29 ottobre 1997  |                 |
| 6  | A Decent Proposal               | Giochi d'azzardo ad Atlantic City            | 5 novembre 1997  |                 |
| 7  | Mommy and Mai                   | Mai-Ling                                     | 12 novembre 1997 |                 |
| 8  | Fair Weather Fran               | Ray Charles e Yetta: coppia perfetta         | 19 novembre 1997 |                 |
| 9  | Educating Fran                  | Cercati una donna più anziana!               | 10 dicembre 1997 |                 |
| 10 | From Flushing with Love         | Cascando sotto le cascate                    | 17 dicembre 1997 |                 |
| 11 | Rash to Judgment                | La tata trema                                | 7 gennaio 1998   |                 |
| 12 | One False Mole and You're Dead? | La neo produttrice di nei                    | 14 gennaio 1998  |                 |
| 13 | Call Me Fran                    | Papà: che problema!                          | 21 gennaio 1998  |                 |
| 14 | Not Without My Nanny            | Mille e una... tata                          | 28 gennaio 1998  |                 |
| 15 | The Engagement                  | Finalmente sposi                             | 4 marzo 1998     |                 |
| 16 | The Dinner Party                | La tata e il barbone                         | 11 marzo 1998    |                 |
| 17 | Homie-Work                      | Il rap di Sam                                | 18 marzo 1998    |                 |
| 18 | The Reunion Show                | Divergenza matrimoniale                      | 25 marzo 1998    |                 |
| 19 | Immaculate Concepcion           | L'elettro-sciocca                            | 1º aprile 1998   |                 |
| 20 | The Pre-Nup                     | Disaccordo per l'accordo                     | 29 aprile 1998   |                 |
| 21 | The Best Man                    | Il testimone dello sposo                     | 6 maggio 1998    |                 |
| 22 | The Wedding - I e II Part       | Questo matrimonio s'ha da fare - 1 e 2 parte | 13 maggio 1998   |                 |
| 23 | The Wedding - I e II Part       | Questo matrimonio s'ha da fare - 1 e 2 parte | 13 maggio 1998   |                 |

## Amore clandestino sul lettino
- Titolo originale: The Morning After
- Diretto da: Dorothy Lyman
- Scritto da: Caryn Lucas

### Trama
Dopo aver fatto l'amore sul lettino dell'ospedale accanto a quello che ospita Niles, Maxwell e Francesca si confrontano sull'accaduto. Maxwell sembra molto sconvolto dall'accaduto e, parlandone con Niles, scambia per seria una battuta di spirito del maggiordomo in cui gli diceva di far passare del tempo chiedendo alla tata di occuparsi di ristrutturare una stanza della casa. 
 Il signor Sheffield offre così la possibilità alla tata di occuparsi della ristrutturazione della cucina e Francesca, che capisce comunque l'intento dell'uomo, chiede aiuto a zia Assunta e alla cugina Franca, un'esperta restauratrice. 
 Quando incontra la cugina, Francesca scambia confidenze con la donna sulle loro disavventure amorose, le due sembrano aver molto in comune. La cucina viene completamente rinnovata, e Franca, dopo la ristrutturazione torna insieme al suo fidanzato, con il quale era in crisi. Francesca, invece, si fa ringraziare dal signor Sheffield con un bacio appassionato. 
 Nel frattempo, Niles, ancora convalescente, si prende una rivincita sugli Sheffield, facendosi coccolare come di solito un maggiordomo fa con i propri datori di lavoro.
- Guest Star: Roseanne Barr (Franca), Renée Taylor (zia Assunta), Rachel Chagall (Lalla), Ann Morgan Guilbert (Yetta), Ben Thomas (Mitch)

## Elton John tra tata e "Padron"
- Titolo originale: First Date
- Diretto da: Dorothy Lyman
- Scritto da: Frank Lombardi & Sarah McMullen

### Trama
Il signor Sheffield chiede a Francesca di uscire per la prima volta: l'occasione sarà una cena con Elton John e il suo compagno David Furnish successiva alla visione di un documentario. Francesca ne è entusiasta, la donna rivela anche all'amica Lalla di aver già visto una volta il cantante mentre giocava a tennis in Svizzera; in quell'occasione la donna gli urlò "Yahooo" e lui la salutò. 
Tutti gli Sheffield, C.C., Niles, Assunta e Yetta vedono il documentario su Elton John. In uno spezzone l'artista rivela di aver perso una partita di tennis perché ha smarrito la concentrazione a causa dall'urlo disumano di una donna molto maleducata. Francesca capisce di essere lei quella donna e, per non farsi riconoscere alla cena, si traveste da Yetta, con annessi parrucca e occhialoni da vista. 
 Elton e David sono molto colpiti dall'eccentrica compagna di Sheffield ma, grazie a lei, si fanno convincere a partecipare al prossimo musical di Maxwell. Mentre i due si allontanano, a fine serata, però, Francesca si accorge che Elton non ha firmato i cd che gli aveva chiesto di autografare e, per attirare la sua attenzione, gli urla "Yahoo". Il cantante la sente e riconosce Francesca come la donna che le fece perdere la partita.
- Guest Star: Elton John (sé stesso), David Furnish (sé stesso), Renée Taylor (zia Assunta), Rachel Chagall (Lalla), Ann Morgan Guilbert (Yetta), Patrick Howard (finto Sidney)

## La tata e l'antitata
- Titolo originale: The Bobbi Flekman Story
- Diretto da: Dorothy Lyman
- Scritto da: Diane Wilk

### Trama
Brighton vince un concorso in cui potrà girare un video per Brian Setzer, la sua passione da regista sta crescendo. 
 A casa Sheffield si presenta Bobbi Flekman e la sua assistente Chloe. La donna, una discografica, ha un appuntamento con Maxwell per cercare di ingaggiare qualche pop star famosa dopo che Elton John ha dato forfait a causa di ciò che Francesca aveva combinato alla cena. A causa di ciò, inoltre Maxwell sembra non voler più uscire con la tata. 
 Bobbi e Maxwell si conoscono da diversi anni, da quando Sheffield non ha prodotto due spettacoli teatrali (che sono poi diventati enormi successi). Grazie a lei Maxwell riesce ad ottenere Mick Jagger. 
 La vicinanza tra Bobbi e il signor Sheffield preoccupa molto Francesca che addirittura finisce per spacciarsi per lei, dato la somiglianza fisica che hanno le due, per cercare di capire com'è realmente il loro legame. Mentre è con Maxwell e impersona Bobbi, Francesca gli ruba un bacio e Maxwell, che ha capito tutto, finge di essere follemente innamorato di lei. Francesca si arrabbia molto, ma Sheffield la fa presto tornare in sé.
- Guest Star: Brian Setzer (sé stesso), Renée Taylor (zia Assunta), Rachel Chagall (Lalla), Nic Green (direttore del video musicale), Lisa Loeb (Chloe)[1].

## Yetta, Marito e cane rapito
- Titolo originale: Fransom
- Diretto da: Dorothy Lyman
- Scritto da: Jayne Hamil

### Trama
Fervono i preparativi per il prossimo matrimonio di Yetta, anche se nessuno conosce o riconosce il futuro sposo. La sposa, sbadata com'è, non è certo in grado di aiutare le memorie a rinsavire.

 Nel frattempo esce un articolo di giornale su C.C. e la sua carriera, la donna si è fatta ritrarre insieme al suo cagnolino Castagna. In seguito, dato il licenziamento della sua colf, C.C. assume Francesca come tata di Castagna. 
 Mentre è al parco insieme al cagnolino e a Grace, Francesca viene fermata da un giovane, Brian, che comincia a farle la corte. Il corteggiamento distrae la tata e Castagna viene rapito. La tata chiede così aiuto a Jeff, il poliziotto con cui era uscita diversi anni prima. Mentre intercetta la telefonata dei rapitori, Francesca, udendo una musica di sottofondo (una canzone di Barbra Streisand), ha un'intuizione su dove potrebbe trovarsi il cane, e si reca nel quartiere con Lalla. L'intuizione si rivelerà esatta e Francesca scopre che il rapitore è Brian. Mentre lo inseguono a casa, Francesca e Lalla vengono fermate da Arianna, la complice di Brian, che rapisce anche loro. 

 I due rapitori chiedono quindi il riscatto anche per Francesca. Maxwell, molto preoccupato, comincia una lotta contro il tempo per portare il prima possibile il denaro ai rapitori, affinché a Francesca non succeda nulla di male. Poco prima dell'arrivo del signor Sheffield, però, Francesca trova comunque un altro modo per liberarsi dei rapitori ma, subito dopo, si fa liberare da un accaldato e trafelato Maxwell.
- Guest Star: Renée Taylor (zia Assunta), Rachel Chagall (Lalla), Ann Morgan Guilbert (Yetta), Yvonne Sciò (Arianna Lo Rocco), Joey Slotnick (Brian Levine), Kane Picoy (Jeff)

## Due femmine per Niles
- Titolo originale: The X-Niles
- Diretto da: Dorothy Lyman
- Scritto da: Nastaran Dibai & Jeffrey B.Hodes

### Trama
Francesca e C.C. entrano in competizione su chi delle due vestirebbe meglio i panni di signora Sheffield. Le due chiedono a Joyce Brothers, che vuole chiedere a Maxwell di produrre una sua commedia, di fare da giudice alla disputa. Per fare buona impressione sulla Brothers, Francesca decide di acquistare un nuovo tailleur ma, per farlo, ha bisogno di una nuova carta di credito. Nel compilare la domanda per la carta, Francesca gonfia un po' la dichiarazione del suo stipendio. 
 Mentre pulisce la camera della tata, Niles trova e sbircia la richiesta della carta di credito e rimane stupito e arrabbiato dal guadagno della tata. Furioso, il maggiordomo chiede subito al signor Sheffield un aumento, che lui gli nega; Niles, così, si licenzia. 

 A Francesca viene offerta la possibilità di trovare un nuovo maggiordomo, ma sarà C.C. a trovarlo. Il nuovo maggiordomo si chiama Trevor, ed è molto rigido e poco ficcanaso. 
 Passando un pomeriggio con zia Assunta e zia Frida, Francesca convince Frida, divenuta miliardaria dopo la morte di Fred, a assumere Niles come maggiordomo. L'uomo viene assunto.
 Quando va a trovare la zia, però, Francesca scopre che Niles, oltre ad essere il maggiordomo di Frida, ne è anche l'amante. La tata rimane sconvolta da questo e chiede a Niles di tornare a lavorare dagli Sheffield, spiegandogli anche il fraintendimento causato dalla richiesta gonfiata per la carta di credito. Niles, però, non è ancora convinto. 
 Poco dopo l'arrivo della Brothers in casa Sheffield, però, Niles si rifà vivo in casa Sheffield, e, quando Trevor non sa spiegare il motivo di tanta confusione in casa, Maxwell lo licenzia e riassume Niles. La Brothers, intanto, non è convinta dalle prove delle due possibili future Sheffield, ma, nonostante ciò, crea un diversivo per fare un'audizione con Maxwell.
- Guest Star: Lainie Kazan (Frida), Joyce Brothers (sé stessa), Renée Taylor (zia Assunta), Rachel Chagall (Lalla), Michael Ensign (Trevor)

## Giochi d'azzardo ad Atlantic City
- Titolo originale: A Decent Proposal
- Diretto da: Dorothy Lyman
- Scritto da: Ivan Menchell

### Trama
Per incontrare e ingaggiare Chevy Chase, Maxwell deve andare ad Atlantic City e Francesca, fingendo di aver un appuntamento, si fa convincere a disdirlo e a partire con lui e il resto della famiglia. 
 Giunti lì, Niles si lascia coinvolgere dal gioco, mentre invece Francesca diventa la porta fortuna di Chase. La vicinanza tra il comico attore e la tata infastidisce Maxwell, che fraintende il loro rapporto convincendosi che tra loro vi sia un flirt. 
 Quando Chase invita Francesca in camera sua affinché gli porti fortuna durante una partita di poker, Maxwell, ancora fraintendendo, preleva la tata dalla stanza e fa una scenata. Nonostante ciò, l'uomo rimpicciolisce l'accaduto, facendo rattristare nuovamente Francesca.
- Guest Star: Chevy Chase (sé stesso)

## Mai-Ling
- Titolo originale: Mommy and Mai
- Diretto da: Dorothy Lyman
- Scritto da: Caryn Lucas

### Trama
Mai-Ling, la bambina cambogiana ormai diciannovenne che Lalla e Francesca hanno adottato a distanza, scrive alle due madri avvisandole del suo arrivo in città. La tata e l'amica sono molto emozionate dall'arrivo e, una volta che la ragazza giunge a casa Sheffield, tra le due cominciano delle piccole schermaglie. Le liti degenerano quando Mai-Ling si reca con Maggie ad una festa di cui Lalla non sa nulla.
Le due, ormai irritatissime, chiedono consiglio al dottor Miller su come affrontare le loro liti, ma nonostante le parole del dottore, le due continuano a pensarla in maniera diversa. Per Francesca la lite con Lalla è un grande dolore e si sfoga con zia Assunta che, però, non le dà retta e le intima di stare attenta al fascino che Mai-Ling potrebbe avere sul signor Sheffield. Francesca, ormai convinta che tra la figlia adottiva e il suo datore di lavoro vi sia una relazione affronta Sheffield, ma lui non sembra affatto interessato alla ragazza. Mai-Ling ha però fatto breccia nel cuore di un altro membro della famiglia, Brighton. 
 Il pericoloso avvicinamento tra i due allarma sia Maxwell che Francesca, tanto che i due decidono di allontanare Mai-Ling. Poco prima della partenza della figlia, Lalla si riappacifica con Francesca.

Nel frattempo fervono i preparativi per il matrimonio di Yetta, che ha fatto credere a Niles di essere tra gli invitati, quando invece lo vuole utilizzare solo come cameriere.
- Guest Star: Renée Taylor (zia Assunta), Rachel Chagall (Lalla), Ann Morgan Guilbert (Yetta), Spalding Gray (dottor Miller), Jennie Kwan (Mai-Ling)

## Ray Charles e Yetta: coppia perfetta
- Titolo originale: Fair Weather Fran
- Diretto da: Dorothy Lyman
- Scritto da: Rick Shaw

### Trama
Yetta finalmente presenta alla nipote e alla cognata Assunta il tanto famoso futuro sposo: Sammy. L'uomo è un ottantacinquenne di colore che fa da subito amicizia con Francesca, molto meno con Assunta che non perdona alla cognata di aver rimpiazzato il fratello solo venticinque anni dopo la sua morte. 
 L'avvicinarsi del matrimonio della zia, che a ottantacinque anni si è sposata già due volte, contrariamente a lei che non l'ha mai fatto, manda in crisi Francesca, che si sfoga con il dottor Miller. Il terapeuta consiglia alla paziente di concentrarsi su un progetto suo, che la faccia sentire realizzata e che le faccia dimenticare il matrimonio. Francesca decide che diventerà un'annunciatrice meteo alla tv e ne parla con Maxwell. Il signor Sheffield cerca da subito di fermare la tata, convincendola che sarà un fallimento, ma Francesca, caparbia, chiede a Sammy di avere un provino con il famoso anchorman Bryant Gumbel, che è anche suo nipote. 
 Il provino è un grandissimo fallimento, ma Francesca si consola subito dato che Maxwell si presenta alla stazione televisiva con l'intento di fermare il suo provino perché convinto che l'avrebbero assunta.
- Guest Star: Ray Charles (Sammy), Bryant Gumbel (sé stesso), Renée Taylor (zia Assunta), Rachel Chagall (Lalla), Ann Morgan Guilbert (Yetta), Spalding Gray (dottor Miller)

## Cercati una donna più anziana!
- Titolo originale: Educating Fran
- Diretto da: Dorothy Lyman
- Scritto da: Suzanne Gangursky

### Trama
Maggie sembra essersi invaghita di un suo insegnante all'università e il signor Sheffield, preoccupato, chiede a Francesca di andare a parlare con il professore per capirne di più. La tata, così, si fa accompagnare da Yetta a colloquio con il professore che subito la rassicura e la invita addirittura ad uscire. Francesca, che scopre che l'uomo è ciociaro, ne è entusiasta anche se è un po' riluttante perché non sa se ritenersi una donna libera o occupata, per via della sua relazione mai veramente decollata con Maxwell. 
 Rientrata a casa, Francesca ne parla con il signor Sheffield, che, suo malgrado, si vede costretto a permettere alla tata di uscire con Steve, il professore; l'unica cosa che sembra preoccuparlo è come Maggie possa prendere questo appuntamento. 
 Quando Francesca dice a Maggie di aver appuntamento con il suo professore inizialmente la ragazza le vieta di uscire, ma poi, capendo che per Francesca potrebbe essere l'unica occasione per sistemarsi, rinuncia. 
 Il primo appuntamento tra Francesca e Steve si rivela un successo, Maxwell, preoccupato, entra in ansia per paura di perderla, ma non cercherà di fermare il proseguire della storia, che, però, termina quando l'uomo, parlando con la sua terapeuta, capisce di voler al suo fianco una donna più anziana, sui trentacinque anni, perché desideroso di accasarsi e costruire una famiglia. Francesca, che aveva mentito sulla sua vera età, cerca di convincere l'uomo di avere trentaquattro anni, ma Steve non ci crede e chiude la relazione. 
 Francesca capisce ancora una volta che il signor Sheffield è l'unico che l'accetta per quello che è, anche per il fatto che, pur sapendo che lei non ha ventinove anni come vuol far credere, continua a fingere di crederci.
- Guest Star: Harry Hamlin (Steve), Ann Morgan Guilbert (Yetta)

## Cascando sotto le cascate
- Titolo originale: From Flushing with Love
- Diretto da: Dorothy Lyman
- Scritto da: Dan & Jay Amernick e Sean Hanley

### Trama
Niles e Francesca hanno bisogno del weekend libero ma temono che Sheffield non lo conceda a entrambi e così fanno a gara a chi lo chiede prima. Niles riesce a farlo per primo, ma il signor Sheffield, affascinato dalle lusinghe della tata, concede anche a lei il permesso. Niles, molto offeso dal fatto che Francesca riesca sempre a manipolare Sheffield a suo piacimento, si allea con C.C. per vendicarsi. Per Francesca perdere l'amicizia di Niles è un duro colpo, e si sfoga di questo con il dottor Miller. L'alleanza tra Niles e la Babcock dura ben poco e, di ritorno dalla seduta di psicoterapia, Francesca ritrova l'amicizia di Niles. Quando il maggiordomo viene a conoscenza che Francesca deve recarsi con tutta la sua famiglia alle Cascate del Niagara le consiglia di convincere Maxwell di aggiungersi al viaggio perché quel posto è rinomato per essere il principale luogo in cui vengono fatte le proposte di matrimonio; Francesca non si lascia perdere quest'occasione e convince Maxwell a partire con lei e le loro famiglie. Colto dall'emozione e l'euforia nel vedere le spettacolari cascate, Maxwell propone a Francesca di sposarlo, ma la tata non ode la proposta perché troppo impegnata a salvarsi la vita dato che, per non sfigurare di fronte a lui si era rifiutata di indossare il giubbotto impermeabile e ora si trova a dover combattere contro l'acqua e il vento scatenato dalle cascate.
- Guest Star: Renée Taylor (zia Assunta), Rachel Chagall (Lalla), Spalding Gray (dottor Miller), Allan Rich (zio Renzo), Ann Berger (zia Mariolina), Sparkle (zia Bruna)

## La tata trema
- Titolo originale: Rash to Judgment
- Diretto da: Dorothy Lyman
- Scritto da: Ivan Menchell

### Trama
Dopo che Lalla riesce ad avere due biglietti per una serata con Michael Bolton, lei, Francesca e zia Assunta discutono sulla possibilità di invitare il signor Sheffield alla serata; Francesca è un po' riluttante perché vorrebbe fosse sempre l'uomo a fare il primo passo, ma le altre la convincono perché in realtà un primo appuntamento già c'è stato e questo sarebbe il secondo. Francesca, così, si convince e Sheffield accetta da subito l'invito, sostituendo Lalla. 
 Poco prima della serata, mentre è a casa della zia, Francesca si accorge di avere un brutto eritema. Inizialmente l'arrossamento non le dà fastidio, ma, mentre è al concerto, inizia a sentire un prurito insopportabile, che cerca di mascherare in ogni modo. 
 Mentre ballano romanticamente, il signor Sheffield chiede a Francesca di passare la notte in una camera d'albergo e lei, anche se sempre più irritata dal prurito, accetta molto entusiasta. All'arrivo in camera, Francesca chiama a casa Sheffield e lascia Maxwell a parlare con Grace, che gli racconta minuziosamente della sua giornata; mentre l'uomo è al telefono, Francesca si reca all'ospedale dove le viene fatta un'iniezione da un medico inesperto che le procurerà, una volta giunta nuovamente all'albergo, un rigonfiamento di tutto il corpo. La serata romantica, quindi, salta, ma il legame tra Francesca e Maxwell sembra ormai destinato a decollare.
- Guest Star: Michael Bolton (sé stesso), Scott Baio (Frankie Cresitelli), Renée Taylor (zia Assunta), Rachel Chagall (Lalla), Fred Stoller (farmacista)

## La neo produttrice di nei
- Titolo originale: One False Mole and You're dead
- Diretto da: Dorothy Lyman
- Scritto da: Frank Lombardi

### Trama
La famosa attrice Margo Lange viene scritturata da Maxwell e C.C. per la loro nuova opera teatrale. Francesca, che vuole assolutamente conoscerla, si traveste da giardiniere pur di incontrarla, ma, mentre riesce a parlarle, per errore, accende la gomma dell'acqua e bagna completamente la Lange. Il forte getto d'acqua porta alla luce un gran segreto dell'attrice: il neo nel viso che tanto l'ha resa famosa è un falso. 
 La Lange, anche se molto offesa dall'incidente, decide di non rescindere il contratto con Sheffield, a patto che il suo segreto non venga reso pubblico. Maxwell, conoscendo la tata, le intima di non parlare con nessuno del neo della diva. Francesca, però, mentre è dal medico con zia Assunta, racconta alla zia dell'incontro con la Lange e, non sapendolo, viene ascoltata da Cindy Adams, una famosa giornalista scandalistica. 
 La Adams fa uscire subito la notizia, facendo della Lange una reclusa dalla vergogna.

 Sheffield, che scopre essere Francesca la causa di tutto questo, s'infuria. Per rimediare al danno, Francesca si accorda con la Lange per aprire un'azienda produttrice di finti nei. L'attrice sembra molto interessata al progetto e torna a lavorare per Sheffield. 
 Poco prima della messa in scena dello spettacolo, però, qualcuno ruba l'idea delle due donne e Francesca sembra l'unica a rimanerci male. 
 Poco dopo, Francesca scopre che è stato Maxwell a far uscire l'idea dell'agenzia dei finti nei, stavolta, è lei ad arrabbiarsi. 
 Per chiederle scusa, Maxwell accetta il consiglio di Niles, e cioè quello di chiedere a Francesca di sposarlo. Appena riceve la proposta, Francesca accetta entusiasta, ma, poco dopo, la tata si rende conto che vorrebbe che il signor Sheffield le proponesse di sposarlo perché innamorato e convinto di non poter vivere senza di lei. Francesca, quindi, dice al signor Sheffield di non aver preso sul serio la proposta e perciò di non volerlo sposare davvero. Maxwell ne è molto dispiaciuto, anche se non lo ammette con Francesca.
- Guest Star: Joan Van Ark (Margo Lange), Cindy Adams (sé stessa), Renée Taylor (zia Assunta), Rachel Chagall (Lalla), Ann Morgan Guilbert (Yetta)

## Papà: che problema!
- Titolo originale: Call Me Fran
- Diretto da: Fran Drescher
- Scritto da: Diane Wilk

### Trama
Il signor Sheffield è riuscito a far aver a Francesca due biglietti per un'importante partita di basket. La donna ha intenzione di andarci con zio Antonio per poter salutare insieme il padre che è in Italia e che compie gli anni proprio il giorno della partita. Poco prima della partenza, però, Antonio non si presenta a casa Sheffield, al suo posto manda Assunta. La zia spiega a Francesca che suo marito non può accompagnarla alla partita perché il padre di Francesca gliel'ha vietato, in quanto ritiene la figlia una stupida per non essersi ancora fatta sposare da Sheffield, nonostante l'uomo la ami. 
 Francesca rimane molto male per l'accaduto e la saggia Grace le consiglia di confrontarsi con il dottor Miller. La donna corre dal terapeuta e lo sorprende mentre fa una terapia di agopuntura nel suo studio. Nonostante ciò, il dottore la riceve lo stesso e le fa capire che il rapporto con un padre ipercritico e che la tiene a distanza si sta ricreando con il signor Sheffield. Francesca, illuminata, decide di andarsene, con il netto contrasto di zia Assunta. Quando però affronta il signor Sheffield, confessandogli di essersi stancata di lui e del fatto che nonostante tutto i due continuano a darsi del lei e di volersene andare, l'uomo la implora di rimanere e le chiede scusa per averla sempre allontanata. Sheffield, così, concede a Francesca di darsi del tu, ma solo nel privato, in assenza cioè di altre persone con loro o nelle vicinanze. Francesca, anche se non molto soddisfatta, suggella il patto con un bacio mozzafiato.
- Guest Star: Renée Taylor (zia Assunta), Rachel Chagall (Lalla), Spalding Gray (dottor Miller), Benjamin Lum (Ken)

## Mille e una... tata
- Titolo originale: Not Without My Nanny
- Diretto da: Dorothy Lyman
- Scritto da: Nastaran Dibai e Jeffrey B.Hodes

### Trama
Grace viene invitata da Billy, un suo compagno di classe, a trascorrere una breve vacanza nel suo palazzo reale, in Arabia. Francesca, che si augura Maxwell acconsenti alla vacanza della figlia, spera di trovare del tempo da trascorrere con lui dato che anche gli altri figli saranno fuori per altri impegni; Sheffield, però, è oberato dal lavoro e chiede alla tata di accompagnare in vacanza Grace. 
 La vacanza si rivelerà una grande esperienza per Francesca che viene coccolata e adulata dal padre di Billy, che, verso la fine della vacanza, le chiede di rimanere a vivere con lui. Francesca, molto colpita dalla corte dell'uomo, rifiuta però la sua proposta perché molto innamorata del signor Sheffield. 
 Nel frattempo, a New York, Maxwell non fa che chiedere a Niles notizia di Francesca, tanto che il maggiordomo finisce con il comprargli dei biglietti per l'Arabia. Sarà C.C. a regalarli a Maxwell, dopo che Niles le ha fatto credere che tra breve sia il suo compleanno e perciò debba fargli un regalo in gran velocità. 
 Poco prima dell'arrivo di Sheffield, il sultano fa nascondere i vestiti di Francesca e mette delle guardie a spiarla, di modo che non possa lasciare il palazzo. Dopo l'arrivo di Maxwell, però, il sultano fa credere che vi sia solo un fraintendimento e lascia libera Francesca, che, finalmente, riceverà una dichiarazione d'amore da Maxwell.
- Guest Star: Renée Taylor (zia Assunta), Rahi Azizi (Billy), Charles Shaughnessy (sultano)

## Finalmente sposi
- Titolo originale: The Engagement
- Diretto da: Dorothy Lyman
- Scritto da: Rick Shaw

### Trama
Di ritorno dall'Asia, Maxwell e Francesca annunciano solennemente a tutti il loro amore. Il problema principale, ora, sembra essere quello di un prossimo fidanzamento. Parlando con Niles, in Francesca nasce la paura che il signor Sheffield non si deciderà facilmente a chiederla in moglie e comincia ad immaginare un futuro in cui lei, molto somigliante a Yetta, cerca ancora di convincere un anziano Maxwell a sposarla, mentre tutto il resto della famiglia sembra ormai aver proseguito le loro vite, persino C.C.,  che si è sposata con Niles. 
 Il timore della tata muore però quando Niles le rivela che Maxwell gli ha mostrato l'anello che intende regalarle. Molto emozionata, Francesca informa subito Assunta dell'imminente proposta. La donna, a sua volta, informa un ristoratore cinese, che rivela tutto a Lalla. 
 L'amica va così a trovare Francesca dagli Sheffield. La tata è davvero eccitata, soprattutto dopo che Maxwell la invita ad una cena con entrambe le loro famiglie. 
 Mentre gli Sheffield e i parenti di Francesca attendono il rientro di Maxwell da teatro, Sheffield ha un piccolo colloquio tra sé e sé, l'uomo si confida con la moglie defunta, le dichiara amore eterno ma le dice anche che ama Francesca e che vuole costruire un futuro con lei. 
 Uscendo da teatro, Maxwell viene rapinato. 
 Preoccupata nel non vederlo rincasare, Francesca va a cercare Sheffield a teatro e lo trova tramortito dopo la rapina. Maxwell gli rivela che gli hanno rubato l'anello ma, improvvisando, toglie la linguetta di una scatola di tonno e la infila al dito di Francesca, chiedendola in moglie. Lei suggella il patto con un netto sì e un bacio romantico.
- Guest Star: Renée Taylor (zia Assunta), Rachel Chagall (Lalla), Ann Morgan Guilbert (Yetta), Jim Lau (Mr. Chung)

## La tata e il barbone
- Titolo originale: The Dinner Party
- Diretto da: Dorothy Lyman
- Scritto da: Ivan Menchell

### Trama
Il fidanzamento di Maxwell e Francesca è ormai di dominio pubblico. Maxwell regala anche un nuovo anello alla sua amata. La nuova coppia viene anche invitata ad un'importante cena di gala in cui vi saranno moltissimi investitori degli spettacoli di Sheffield e C.C..

 Apparentemente la serata è un successo, ma Francesca ascolta non vista un discorso di due donne della servitù che si dispiacciono per come i commensali si fingono amici di Francesca, quando in realtà la deridono non appena si allontana. 
 Il giorno seguente Francesca si sfoga con Assunta, che cerca di rassicurarla chiedendole qual era il menù e dicendole che lei è una donna speciale e non deve perciò mai sentirsi diversa; Francesca sembra convincersene, ma la donna entra nuovamente in crisi quando Maxwell la informa che ha invitato i vari investitori ad un party da loro per il sabato seguente. 
 Per sfogarsi, Francesca si regala uno spuntino al Preston Collins Park e qui incontra un barbone, che le si avvicina perché affamato. La donna le offre il suo pollo e si sfoga con lui. Il barbone la ascolta e lei lo invita a casa Sheffield ogni qualvolta si sentirà affamato. L'uomo le dice che nessun uomo dovrebbe lasciarsela scappare. 
 La sera della festa nessuno si presenta alla festa e Francesca rivela a Maxwell la verità sugli invitati, Maxwell, però, le dice che non gli interessa e che ciò che conta è che ora siano insieme loro due. In quel momento suonano alla porta, è il barbone. Maxwell riconosce il vagabondo come Preston Collier, un famoso uomo d'affari che aveva invitato per investire sulle sue commedie. Collier, che si dice non interessato al teatro, investe comunque nei vari spettacoli perché prova della stima per il gusto di Maxwell, riferendosi al fatto che lui sta con una donna come Francesca. 
 Nel frattempo, C.C. viene informata da Niles, tramite due "messaggeri" (che lei manderà all'ospedale), con una simpatica filastrocca ("La tata con il socio tuo si è ieri fidanzata, si sposeranno presto e tu finisci alcolizzata") dell'avvenuto fidanzamento tra Maxwell e Francesca. Ancora un po' incredula, si reca, quindi, a casa Sheffield per sincerarsene proprio un attimo dopo il ritorno dei due da una gioielleria con Francesca che sfoggia un vistoso diamante. Completamente posseduta dai tic di reazione alla notizia, a C.C. non resta che farsi una ragione del fidanzamento tra Maxwell e Francesca.
- Guest Star: Dick Martin (Preston Collier), Renée Taylor (zia Assunta), Rachel Chagall (Lalla), Leslie Rogers (commensale #1), Donald Condon (commensale #2), Jennifer Edwards (commensale #3), Adeline Drescher (cameriera #1), Jean Ford (cameriera #2), Mort Drescher (zio Dario)

## Il rap di Sam
- Titolo originale: The Homie-Work
- Diretto da: Dorothy Lyman
- Scritto da: Jayne Hamil

### Trama
Fervono i preparativi per il matrimonio di Francesca, che si reca con zia Assunta in diversi ristoranti per decidere il luogo in  cui si terrà il ricevimento.
Di ritorno a casa, Francesca incontra ad attenderla Yetta e Sam. L'uomo le chiede se Maxwell è interessato ad assumere suo nipote a Broadway, parlando di lui dice che Puff Daddy l'ha definito "Carta vincente". Sentendolo descrivere in quel modo, Francesca parla a Maxwell del ragazzo. Sheffield e C.C. stanno cercando vari rapper per il loro prossimo musical e l'arrivo di Irwin sembra cadere a pennello. Francesca chiede quindi a Sam di far venire Irwin a casa, ma quando lo conosce scopre che il ragazzo è in realtà un confezionatore di pacchi e che Puff Daddy l'ha definito così per il modo in cui fa il suo lavoro di confezioni. Quando Maxwell lo scopre si arrabbia molto con Francesca, C.C. invece ne è molto sollevata, dato che cominciava a sentirsi sostituita da lei. 
 Nonostante questo, Francesca cerca di rendere Irwin un perfetto rapper in quanto un finanziatore, avvertito che Sheffield ha trovato "la carta vincente", sta venendo in città per incontrarlo. Le lezioni della tata sono un tale successo che durante l'incontro con il finanziatore Ty, Irwin viene scritturato senza troppi indugi. C.C., così, viene sempre più esclusa dalla sua vita lavorativa e Niles la punzecchia ancora più del solito. Dopo la scritturazione di Irwin, C.C. ha un esaurimento e viene ricoverata in una clinica psichiatrica.
- Guest Star: Ray Charles (Sammy), Coolio (Irwin), Renée Taylor (zia Assunta), Ann Morgan Guilbert (Yetta), T.K.Carter (Ty)

## Divergenza matrimoniale
- Titolo originale: The Réunion Show
- Diretto da: Dorothy Lyman
- Scritto da: Suzanne Gangursky e Sean Hanley

### Trama
Francesca deve partecipare ad un incontro di ex compagni di scuola, Maxwell, già precedentemente impegnato, non la può accompagnare. La donna si reca così alla festa in compagnia dell'amica Lalla e qui incontra alcuni suoi ex compagni di classe, come Ray Barone e Naomi Demble, una loro acerrima avversaria ai tempi della scuola. La Demble, per conquistare più ragazzi, aveva sparso la voce che Francesca e Lalla fossero lesbiche, non volendo, però, le aveva rese ancora più popolari e quindi più desiderabili. Parlando con Naomi e altre amiche Francesca e Lalla vengono a sapere che sono tutte divorziate e la Cacace, che era andata alla festa per vantarsi del suo fidanzamento, finisce quasi per sentirsi una condannata alla separazione. 
 Rientrata a casa Francesca si sfoga con Maxwell, dicendogli che le amiche si sono separate tutte per motivi futili e che la cosa a loro non capiterà. I due, però, finiscono per litigare per chi dei due prenderà la parte sinistra del letto. Il litigio fa molto intristire Francesca, che si sfoga con Lalla e zia Assunta prima di riappacificarsi con Maxwell. Mentre i due si chiedono reciprocamente scusa, Francesca fa capire a Maxwell di voler costruire una famiglia con lui, ma Sheffield ribatte dicendole che lui ha già dei figli e di non volerne altri. Per Francesca è un altro duro colpo, che fa arrabbiare molto anche zia Assunta. Nel frattempo, parlandone con Niles, Maxwell si rende conto che desidererebbe molto avere dei figli da Francesca, ma di voler ancora godersi con lei la vita di coppia e, in seguito, ne parla con lei. La coppia ritorna definitivamente alla serenità.

Nel frattempo due inquilini di casa Sheffield sono in crisi: uno è Niles, che da quando C.C. è stata ricoverata sente molto la sua mancanza e si sente privo di verve, l'altra invece è Grace, che si lascia influenzare dalla sua amica Mary Ann, che le fa credere che il matrimonio di suo padre e Francesca la farà sentire sola e la farà allontanare dalla famiglia. I due promessi sposi, però, la rassicurano con facilità.
- Guest Star: Ray Romano (Ray Barone), Renée Taylor (zia Assunta), Rachel Chagall (Lalla), Leila Kenzle (Naomi Demble), Faryn Einhorn (Mary Ann)

## L'elettro-sciocca
- Titolo originale: Immaculate Conception
- Diretto da: Dorothy Lyman
- Scritto da: Fran Drescher e Robert Sternin

### Trama
Il padre di Maxwell, James, muore e in un video lascia detto che la sua eredità va tutta ad una figlia illegittima, Conception. La donna è una giovane ispanica, figlia di una ex cameriera di Sheffield senior. 
 Per Maxwell perdere l'eredità del padre è un duro colpo e l'uomo si reca a Londra per impugnare il testamento. Nel frattempo C.C., tornata dall'ospedale più in forma che mai, fa credere a Francesca che i soldi del padre fossero vitali per far vivere a Maxwell un'esistenza benestante e che senza questi si lascerà andare come uomo, Francesca, preoccupata, decide di parlare a Conception, facendosi accompagnare anche da zia Assunta. L'incontro tra Francesca, Conception, la madre di lei e Assunta è un buco nell'acqua per la tata, che capisce che Conception non ha mai avuto nulla oltre a quest'eredità e dà il benvenuto alla ragazza in famiglia. 
 Di ritorno a New York, Maxwell rivela a Francesca che il testamento non può essere impugnato. La donna gli rivela di essere preoccupata per lui e che, se sente il bisogno, può sposare una donna ricca per mantenere i suoi privilegi. Maxwell, però, la rassicura, dicendole che ha comunque molto denaro da parte e che, in ogni caso, non rinuncerebbe a lei. In quel momento arriva l'avvocato di famiglia Chandler Evans che rivela agli Sheffield che Conception ha deciso di dividere con i suoi fratelli l'eredità perché, grazie a Francesca, si è sentita parte della famiglia.
- Guest Star: Robert Vaughn (James Sheffield), Renée Taylor (zia Assunta), Richard Fancy (Chandler Evans), Maria Conchita Alonso (Conception Sheffield), Liz Torres (Consula)

## Disaccordo per l'accordo
- Titolo originale: The Pre-Nup
- Diretto da: Dorothy Lyman
- Scritto da: Frank Lombardi

### Trama
C.C. è ancora ricoverata e manda una sostituta. La donna è fisicamente molto somigliante alla Babcock, ma, contrariamente a lei, non lascia a Niles la possibilità di punzecchiarla, la sostituta, infatti, prende in giro e umilia il maggiordomo come la Babcock non era mai riuscita a fare. Dopo una giornata di lavoro, però, Niles le rivela tutto il suo disprezzo, mentre invece lei le rivela di trovarlo molto attraente di voler fare sesso con lui. Niles si prende la serata libera e, con ogni probabilità, si incontrerà con la sostituta.

 Nel frattempo Maxwell chiede a Francesca di firmare un accordo prematrimoniale. Francesca è molto offesa da questa richiesta, anche se zia Assunta e un'inedita intelligente Lalla cercano in ogni modo di convincerla della normalità della cosa, ma la tata è offesa perché crede che Sheffield non si fidi di lei, né del loro amore eterno. I due futuri sposi, così, si scontrano e non si lasciano nemmeno ritrarre da una famosa ritrattista che ritrae gli umani sotto le vesti di cani. 
 Poco dopo Brighton ha un incidente durante una partita ad hockey, Francesca è la prima ad essere avvertita, ma, arrivata all'ospedale l'infermiera non la lascia passare perché non è una parente, Francesca, così, stringe un accordo con una monaca che le presta il vestito di modo da farla entrare nella stanza di Brighton. Giunta dal ragazzo, Francesca viene raggiunta da Grace e Maggie, la tata rivela ai ragazzi di amarli come suoi figli e di essersi preoccupata moltissimo, Maxwell, che stava per entrare nella stanza, ascolta, non visto, tutta la conversazione. 
 Brighton viene subito dimesso e, di ritorno a casa, Francesca dice a Maxwell di essere pronta per firmare l'accordo, ma lui la ferma dicendole di non aver bisogno, perché si fida del loro amore e, in sostituzione, le fa firmare la richiesta di adozione dei suoi tre figli.
- Guest Star: Whoopi Goldberg (Edna), Ray Charles (Sammy), Renée Taylor (zia Assunta), Rachel Chagall (Lalla), Ann Morgan Guilbert (Yetta), Kathryn Joosten (infermiera), Jessica Tuck (sostituta di C.C. Babcock)

## Il testimone dello sposo
- Titolo originale: The Best Man
- Diretto da: Dorothy Lyman
- Scritto da: Rick Shaw

### Trama
Il fratello di Maxwell, Nigel, è in città con la sua nuova fidanzatina Geneviève. Francesca è terrorizzata all'idea che l'uomo possa raccontare al fratello della proposta di matrimonio che gli aveva fatto l'anno precedente. Non appena restano soli, Francesca chiede a Nigel di non rivelare tutto a Maxwell e lui, subito, la rassicura. 
 In seguito Nigel convince Maxwell a organizzare un addio al celibato. Durante la festa, complice l'alcool, Nigel rivela a Maxwell della sua breve avventura con Francesca. L'uomo si arrabbia molto e affronta da subito Francesca. I due litigano furiosamente, anche se Francesca cerca di fargli capire che in quel momento lui non si decideva e che non poteva aspettarlo in eterno, Maxwell non la scusa perché lei avrebbe dovuto sapere quali erano i veri sentimenti che nutriva per lei. Durante un tentativo fallito di riconciliazione, Francesca restituisce l'anello di fidanzamento a Maxwell. Per Assunta e Niles la fine della relazione dei due sembra essere una forte delusione. 
 Quando C.C. viene a sapere della rottura del fidanzamento, contrariamente alle previsioni, rivela a Francesca che Maxwell non è stato il triste vedovo che vuole far credere in questi cinque anni. Francesca, così, invita Marla Maples nello studio di Maxwell e lui, che aveva avuto con lei una breve avventura due anni prima, è costretto a perdonare Francesca e restituirle l'anello.
- Guest Star: Marla Maples (sé stessa), Yvonne Sciò (Geneviève), Renée Taylor (zia Assunta), Rachel Chagall (Lalla), Harry Van Gorkum (Nigel Sheffield)

## Questo matrimonio s'ha da fare
- Titolo originale: The Wedding
- Diretto da: Peter Marc Jacbson
- Scritto da: Caryn Lucas

### Trama
Il matrimonio di Maxwell e Francesca è ormai alle porte. A New York, per la cerimonia, arriva Jocelyn, la sorella di Maxwell, che rivela al fratello che la madre non sarà presente alle nozze perché non approva il matrimonio del figlio. 
 Nel frattempo Francesca è con Lalla e zia Assunta a fare acquisti per la prima notte di nozze. Il negozio in cui aveva ordinato la lingerie, però, consegna a Francesca un intimo nero anziché bianco e la donna, per rimediare all'errore, è costretta ad andare fino in New Jersey per rintracciare l'intimo del colore giusto. Mentre sono di ritorno, la ruota della macchina di Lalla si buca e le tre, per diverse ore, rimangono ferme in un angolo sperduto di una strada buia ad attendere i soccorsi. Sarà Maxwell a salvarle. 
 Nel frattempo Maxwell riceve la visita del fantasma di sua moglie Sara. La moglie dice al marito che adora Francesca, che gliel'ha mandata lei, che spera sia felice e che lo amerà per sempre. 
 
Il giorno delle nozze Jocelyn rivela a Francesca che la futura suocera non ci sarà perché non approva il matrimonio, così come non approvava il suo con Lester. Francesca è intristita da questo ma Jocelyn la rassicura dicendole che lei e Maxwell sono fatti l'uno per l'altra, come credeva che lo fossero lei e Lester, che ora stanno per divorziare perché troppo diversi a livello sociale. Francesca si rende conto che le diversità sociali tra lei e Maxwell sono molte e, al momento di recarsi all'altare, la donna non si presenta. Maxwell la raggiunge allo spogliatoio, le dichiara nuovamente il suo amore e le chiede di sposarla. Francesca, finalmente si decide.

 Maxwell e Francesca si sposano e C.C., anche se faticosamente, si dichiara felice per loro e balla un romantico ballo in compagnia di Niles.
- Guest Star: Renée Taylor (zia Assunta), Rachel Chagall (Lalla), Ann Morgan Guilbert (Yetta), Sophie Ward (Jocelyn Sheffield), Bess Armostrong (Sara Sheffield), Mort Drescher (zio Dario), Sylvia Drescher (zia senza nome), Jamie Renée Smith (Francesca da bambina)